# Klingertjärnen (Frostvikens socken, Jämtland, 716262-143640)
Klingertjärnen är en sjö i Strömsunds kommun i Jämtland och ingår i Ångermanälvens huvudavrinningsområde. Sjön har en area på 0,117 kvadratkilometer och ligger 583,5 meter över havet. Klingertjärnen ligger i Frostvikenfjällen Natura 2000-område.

## Delavrinningsområde
Klingertjärnen ingår i det delavrinningsområde (716221-143574) som SMHI kallar för Utloppet av Klingertjärnen. Medelhöjden är 659 meter över havet och ytan är 1,29 kvadratkilometer. Det finns inga avrinningsområden uppströms utan avrinningsområdet är högsta punkten. Vattendraget som avvattnar avrinningsområdet har biflödesordning 5, vilket innebär att vattnet flödar genom totalt 5 vattendrag innan det når havet efter 304 kilometer. Avrinningsområdet består mestadels av skog (73 procent) och kalfjäll (19 procent). Avrinningsområdet har 0,12 kvadratkilometer vattenytor vilket ger det en sjöprocent på 8,9 procent.